# Monolito de Utah
En noviembre de 2020, un pilar metálico de 2,9 metros de altura fue descubierto en los cañones rojos del sureste del estado de Utah, en Estados Unidos, por biólogos del estado. Descrito de manera amplia como un monolito parece estar hecho de acero inoxidable remachado en forma de un prisma triangular. Fechado a algún momento entre agosto de 2015 y octubre de 2016, su origen es desconocido.
Los funcionarios públicos anunciaron el descubrimiento pero no revelaron su localización para evitar que la gente se perdiera tratando de buscarlo. En cuestión de horas, el público lo encontró en Google Earth y comenzó a visitar el lugar. Tras recibir cobertura en los medios a nivel mundial, fue quitado del lugar por una persona o personas desconocidas.

## Descubrimiento
El 18 de noviembre de 2020, biólogos del estado de la Utah Division of Wildlife Resources (División de recursos de vida salvaje de Utah) estaban llevando a cabo una inspección de ovejas de las montañas rocosas desde un helicóptero cuando uno de los biólogos avistó la estructura y le indicó al piloto, Bret Hutchings, de sobrevolar el lugar de nuevo. Hutchings describió así el momento del descubrimiento:

One of the biologists is the one who spotted it and we just happened to fly directly over the top of it. He was like, "Whoa, whoa, whoa, turn around, turn around!" And I was like, "What?" And he's like, "There's this thing back there – we've got to go look at it!"
Uno de los biólogos fue el que lo avistó y por casualidad habíamos volado justo por encima de él. Me dijo '¡Ey, ey, ey, da la vuelta, da la vuelta!', y yo le dije, '¿Qué?' Y el me dice 'Hay esta cosa allí atrás– ¡tenemos que ir a echarle un vistazo!'

Hutchings dijo que el objeto parecía hecho por el hombre y que estaba "plantado" en el suelo, en vez de haber caído del cielo.
El 20 de noviembre, el Departamento de Seguridad Pública de Utah (DPS, por sus siglas en inglés) publicó una foto del pilar en Instagram. El 23 de noviembre, el DPS publicó vídeos y fotografías del objeto, pero no su localización exacta, en su página web diciendo: "La oficina aérea del DPS encuentra monolito en Red Rock Country".

## Lugar y datación
La localización del monolito no fue revelada por la tripulación del vuelo para evitar que la gente se perdiera intentado buscarlo. El monolito no está presente en las fotos de Google Earth de agosto de 2015, pero aparece en una imagen de satélite de octubre de 2016. Está en Lockhart Basin en el Condado de San Juan (Utah), en tierra que el presidente Trump quitó del Monumento nacional Bears Ears en 2017.
Tan solo horas después de hacerse el anuncio del descubrimiento, la gente llegó para visitarlo y tomar fotografías. El dueño de un taller de reparación cercano dijo que un aumento del tráfico podría dañar los yacimientos y artefactos de nativos americanos del lugar.

## Descripción
La estructura metálica tiene 2,90 metros de altura y está localizada en un estrecho cañón en un área de roca roja. Tiene tres lados y parece estar hecho con planchas de acero inoxidable, puestas juntas con remaches.
Aunque la palabra monolito se refiere a una única gran piedra, esta se ha asociado con el monolito de la película 2001: Odisea espacial, al cual se parece el monolito de Utah. También se lo ha comparado con las obras del artista John McCracken, que murió en 2011. Se especuló acerca de que el monolito era obra de Petecia Le Fawnhawk, quien ha instalado en el pasado esculturas en el desierto y vivía en Utah, pero ella declaró que no era una de sus obras. La Comisión de cine de Utah indicó que, conforme a su conocimiento, el monolito no es de una producción de una película.
Dave Sparks, del programa de televisión Diesel Brothers acudió al monolito y lo describió en un vídeo publicado en Instagram. "Usaron una sierra para hormigón y cortaron la roca roja ahí," indicó. "Podéis ver justo aquí abajo donde cortaron de más un par de veces con la sierra."
Atribución
El objeto se comparó con las obras del artista John McCracken (1934-2011), que vivía en el desierto del suroeste, creía en la existencia de extraterrestres y expresó interés en dejar una obra de arte en el desierto.[32] El objeto se parecía a los monolitos metálicos que hizo McCracken, y fue descrito como "casi idéntico" a McCracken's Fair (2011) por el galerista de Nueva York David Zwirner (quien exhibe el trabajo).[32] Esta declaración fue posteriormente retractada por un portavoz de Zwirner, quien dijo que lo más probable es que fuera creado por otro artista que rindiera homenaje a McCracken.[33]
Un constructor de monolitos similares, Derek DeSpain, que "vive en Utah cerca de donde se encontró el nuevo monolito", también fue sugerido como su creador, basado en una captura de pantalla de imágenes de Instagram del fotógrafo Eliot Lee Hazel.[28]
La Comisión de Cine de Utah dijo que, según su conocimiento, el monolito no formaba parte de ninguna producción cinematográfica.[30] The New York Times dijo que su origen desconocido "proporciona una agradable sensación de incertidumbre" y que podría "perder su aura y poder si supiéramos quién lo creó".[2]

## Legalidad de obras de arte en terreno público
El Departamento de Seguridad Pública de Utah hizo pública una declaración citando al Bureau of Land Management (catastro federal) indicando que es ilegal instalar estructuras de arte sin permiso en terreno público "independientemente del planeta de procedencia".